# 摩登家庭 (中国电视剧)
《摩登家庭》（英語：Modern Family）是一部由中国中央电视台文艺中心影视部出品，林黎胜、吴楠编剧，曾丽珍、朴玲珠执导，童正维、刘子枫、白羽、赵明明、刘岷、李泰兰主演，于2002年1月24日在央视八套首播的跨国爱情剧。由于剧情打破部分中国传统家庭观念，播出后收视率高，观众反响热烈。时至今日，仍有不少人时不时回顾这部剧。

## 播放详情
| 国家/地区 | 播放频道         | 播出时间      | Ref.  |
| --------- | ---------------- | ------------- | ----- |
| 中国大陆  | 央视八套         | 2002年1月24日 | [ 3 ] |
| 中国大陆  | 央视八套         | 2004年1月6日  |       |
| 中国大陆  | 央视法制频道     | 2005年4月13日 | [ 4 ] |
| 中国大陆  | 央视风云剧场频道 | 2007年6月9日  |       |

## 演员阵容
剧中演员来自中国大陆、韩国、意大利、马来西亚、摩洛哥、俄罗斯及瑞典七个国家。
- 童正维 饰演 肖老太，云舒、云楚、云天之母，思想传统、保守，对老外存在偏见，所以非常反对自己的儿女搞跨国恋。
- 刘子枫 饰演 肖老头，云舒、云楚、云天之父，退休的中学校长。
- 白羽（英语：Bai Yu (actress)） 饰演 肖云舒，肖家小女儿，喜欢勒内尔，段飞前女友。
- 赵明明 饰演 肖云楚，肖家长女，艾伦坡前妻，为了与艾伦坡结婚，不顾家人反对独自前往意大利。七年后因为无法忍受丈夫频频的家暴才带着混血儿子雅各布回娘家。嘉庆的现任妻子。
- 刘岷 饰演 肖云天，肖家二儿子，在韩国工作的白领，朴燕姬的丈夫。因金融风暴失去了财产而遭到韩国岳父岳母的冷遇，导致婚姻出现危机。后成功在妻子的帮助下重新振作。（配音：张震）
- 商蓉 饰演 安娜，段飞前女友。
- 李泰兰 饰演 朴燕姬，韩国人，肖云天的妻子。
- 陈沛光 饰演 陈嘉庆，马来西亚赛车手，吴菁的前男友，肖云楚的现任丈夫。
- 韩依婷 饰演 吴箐，云舒好友，嘉庆前女友。（配音：王晓燕）
- 阿明 饰演 勒内尔，澳大利亚人，喜欢肖云舒。
- 克林 饰演 艾伦坡，意大利画家，肖云楚前夫，家暴男。
- 雅各布·西里诺 饰演 雅各布，肖云楚与前夫艾伦坡所生的儿子，活泼淘气。
- 刘冠伸 饰演 段飞，云舒的前男友。
- 王朔 饰演 金博
- —— 饰演 小山朋子，云天的同事。